# Lưu Côn Xỉ
Lưu Côn Xỉ (chữ Hán: 刘昆侈, ? - 89 TCN), tức Trung Sơn Khang vương (中山康王), là chư hầu vương thứ ba của nước Trung Sơn, chư hầu nhà Hán trong lịch sử Trung Quốc.
Lưu Côn Xỉ là con trai của Trung Sơn Ai vương Lưu Xương, vương chư hầu thứ hai ở nước Trung Sơn thời Hán. Năm 110 TCN, Lưu Xương qua đời, Lưu Côn Xỉ lên nối tước Trung Sơn vương.
Hán thư không cho biết gì về những việc làm của ông lúc sinh tiền cũng như lúc làm vua Trung Sơn.
Năm 89 TCN, Lưu Côn Xỉ qua đời, giữ tước Trung Sơn vương được 21 năm, được ban thụy là Khang. Con ông là Lưu Phụ kế vị, tức Trung Sơn Khoảnh vương.